# 南韶連道
南韶连道，清朝时广东的行政编制。
由南雄直隶州、韶州府、连州直隶州组成。还包括连山直隶厅。驻地在韶州府。